# Municipio de Lake (condado de Aurora)
El municipio de Lake (en inglés: Lake Township) es un municipio ubicado en el condado de Aurora en el estado estadounidense de Dakota del Sur. En el año 2010 tenía una población de 49 habitantes y una densidad poblacional de 0,51 personas por km².

## Geografía
El municipio de Lake se encuentra ubicado en las coordenadas 43°48′50″N 98°45′4″O / 43.81389, -98.75111. Según la Oficina del Censo de los Estados Unidos, el municipio tiene una superficie total de 96.86 km², de la cual 88,54 km² corresponden a tierra firme y (8,59 %) 8,32 km² es agua.

## Demografía
Según el censo de 2010, había 49 personas residiendo en el municipio de Lake. La densidad de población era de 0,51 hab./km². De los 49 habitantes, el municipio de Lake estaba compuesto por el 100 % blancos. Del total de la población el 0 % eran hispanos o latinos de cualquier raza.